# Фармленд (Індіана)
Фармленд (англ. Farmland) — місто (англ. town) в США, в окрузі Рендолф штату Індіана. Населення — 1270 осіб (2020).

## Географія
Фармленд розташований за координатами 40°11′22″ пн. ш. 85°7′38″ зх. д. / 40.18944° пн. ш. 85.12722° зх. д. (40.189537, -85.127331).  За даними Бюро перепису населення США в 2010 році місто мало площу 1,38 км², уся площа — суходіл.

## Демографія
Згідно з переписом 2010 року, у місті мешкали 1333 особи в 543 домогосподарствах у складі 375 родин. Густота населення становила 969 осіб/км².  Було 612 помешкання (445/км²).
Расовий склад населення:
| - 97,3 % — білих - 1,4 % — корінних американців - 0,2 % — чорних або афроамериканців - 0,1 % — азіатів |

До двох чи більше рас належало 1,0 %. Частка іспаномовних становила 1,1 % від усіх жителів.
За віковим діапазоном населення розподілялося таким чином: 24,4 % — особи молодші 18 років, 59,8 % — особи у віці 18—64 років, 15,8 % — особи у віці 65 років та старші. Медіана віку мешканця становила 39,3 року. На 100 осіб жіночої статі у місті припадало 92,4 чоловіків;  на 100 жінок у віці від 18 років та старших — 90,5 чоловіків також старших 18 років.
Середній дохід на одне домашнє господарство  становив 50 001 долар США (медіана — 36 364), а середній дохід на одну сім'ю — 56 645 доларів (медіана — 42 692). Медіана доходів становила 43 056 доларів для чоловіків та 30 000 доларів для жінок. За межею бідності перебувало 16,8 % осіб, у тому числі 20,5 % дітей у віці до 18 років та 9,0 % осіб у віці 65 років та старших.
Цивільне працевлаштоване населення становило 595 осіб. Основні галузі зайнятості: освіта, охорона здоров'я та соціальна допомога — 25,4 %, виробництво — 24,9 %, роздрібна торгівля — 9,2 %, публічна адміністрація — 6,2 %.